# Tyszkiewicz (Adelsgeschlecht)

Die Tyszkiewicz' gehören der Wappengemeinschaft Leliwa an

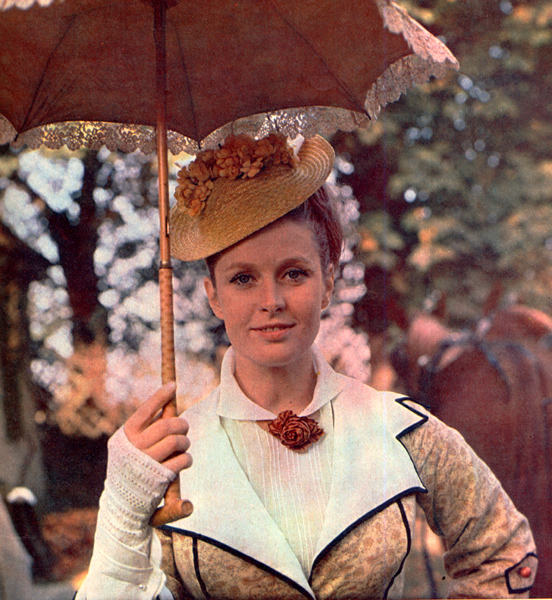
Beata Tyszkiewicz 1968 in dem Film Die Puppe

Tyszkiewicz (polnisch Plural Tyszkiewiczowie, in der weiblichen Form sind sowohl Tyszkiewicz als auch die gebeugte weibliche Form Tyszkiewiczowa geläufig oder Tyszkiewiczówna falls unverheiratet, litauisch Tiškevičiai) ist der Name eines polnischen Adelsgeschlechts ruthenischer Herkunft, ursprünglich aus dem Großfürstentum Litauen stammend.
Das Geschlecht führt einen Grafen-Titel, der vom polnischen König Sigismund II. August am 5. November 1569 dem Wassili Tyszkiewicz Kalenicki (Fürst zu Lohoisk und Berditchev - Woiwode von Smolensk) verliehen wurde. Bestätigung in Russland im Jahr 1861, in Sachsen 1862 und in Österreich 1893. Im Jahr 1902 wurde der Titel Graf für das gesamte Geschlecht vom russischen Zaren anerkannt. 
Das Geschlecht der Tyszkiewicz war eines der mächtigsten und wohlhabendsten Magnatengeschlechter in Polen-Litauen. Als Erster des Geschlechts wird der ruthenische Bojar Kalenik  1437 und sein Sohn Tyszka in den Quellen erwähnt, die Landbesitzer im Großfürstentum Litauen waren. Wassili, Sohn des Tyszka, war ein Urenkel von Monwid, dem ältesten Sohn des Großfürsten Gedeminas von Litauen (lt. Gotha).
Dann erlangten seine Nachfahren die Woiwodenstaatsämter in Podolien und anderen Woiwodschaften. So gelangte das Geschlecht an umfangreiche Ländereien und konnte den Bau von zahlreichen Palästen, Kirchen und Klöstern finanzieren.

## Namensträger
- Ludwik Tyszkiewicz, Hetman von Litauen, Schatzmeister von Litauen
- Józef Tyszkiewicz, Starost und Kastellan von Samogitien
- Tadeusz Tyszkiewicz, General
- Beata Tyszkiewicz, Schauspielerin
- Regina Tyschkewitsch (1929–2019), sowjetisch-belarussische Mathematikerin und Hochschullehrerin

## Paläste der Tyszkiewicz

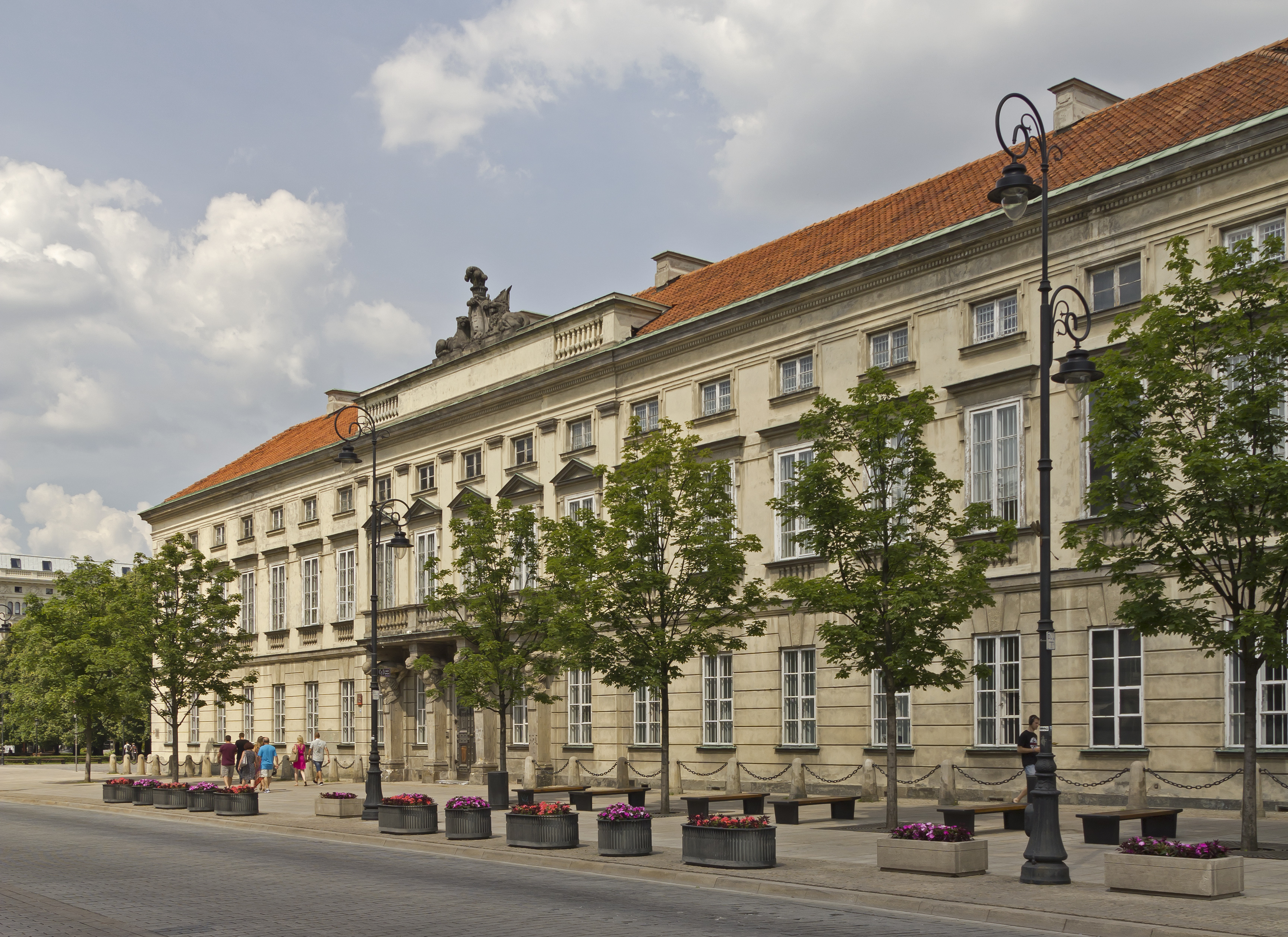
Tyszkiewicz-Palast in Warschau, erbaut vom Hetman Ludwik Tyszkiewicz
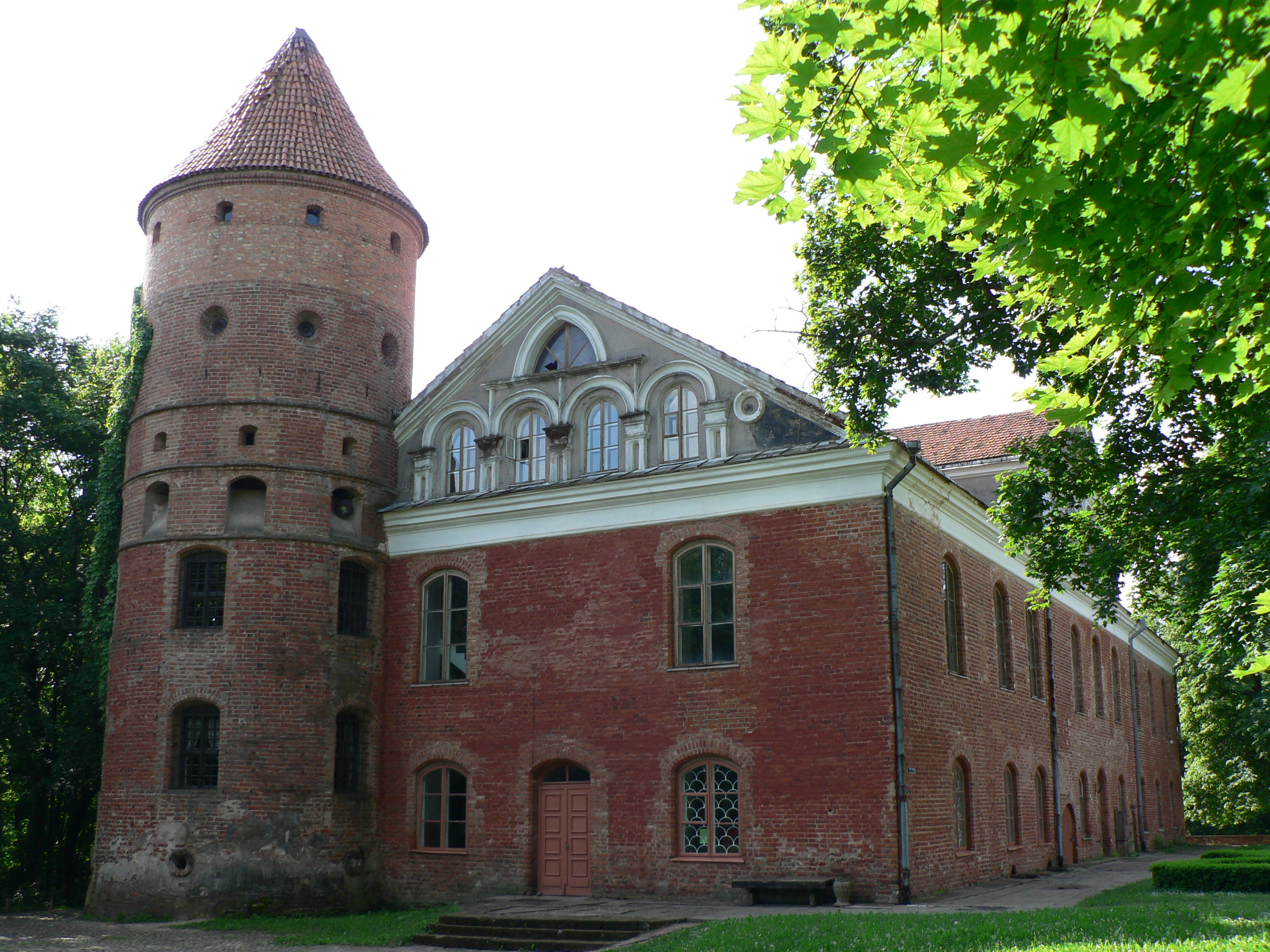
Palais in Raudondvaris
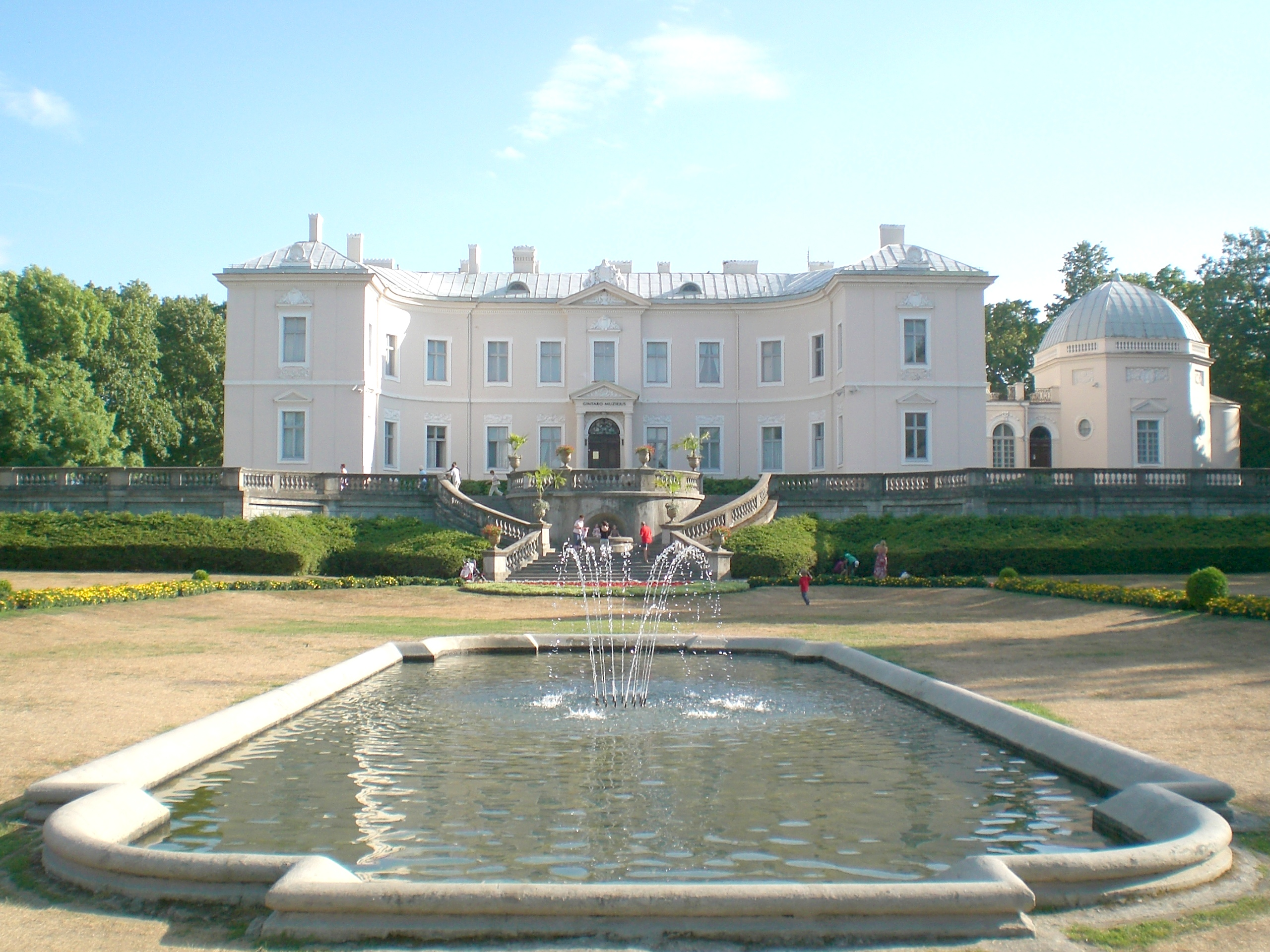
Renaissancepalast in Palanga
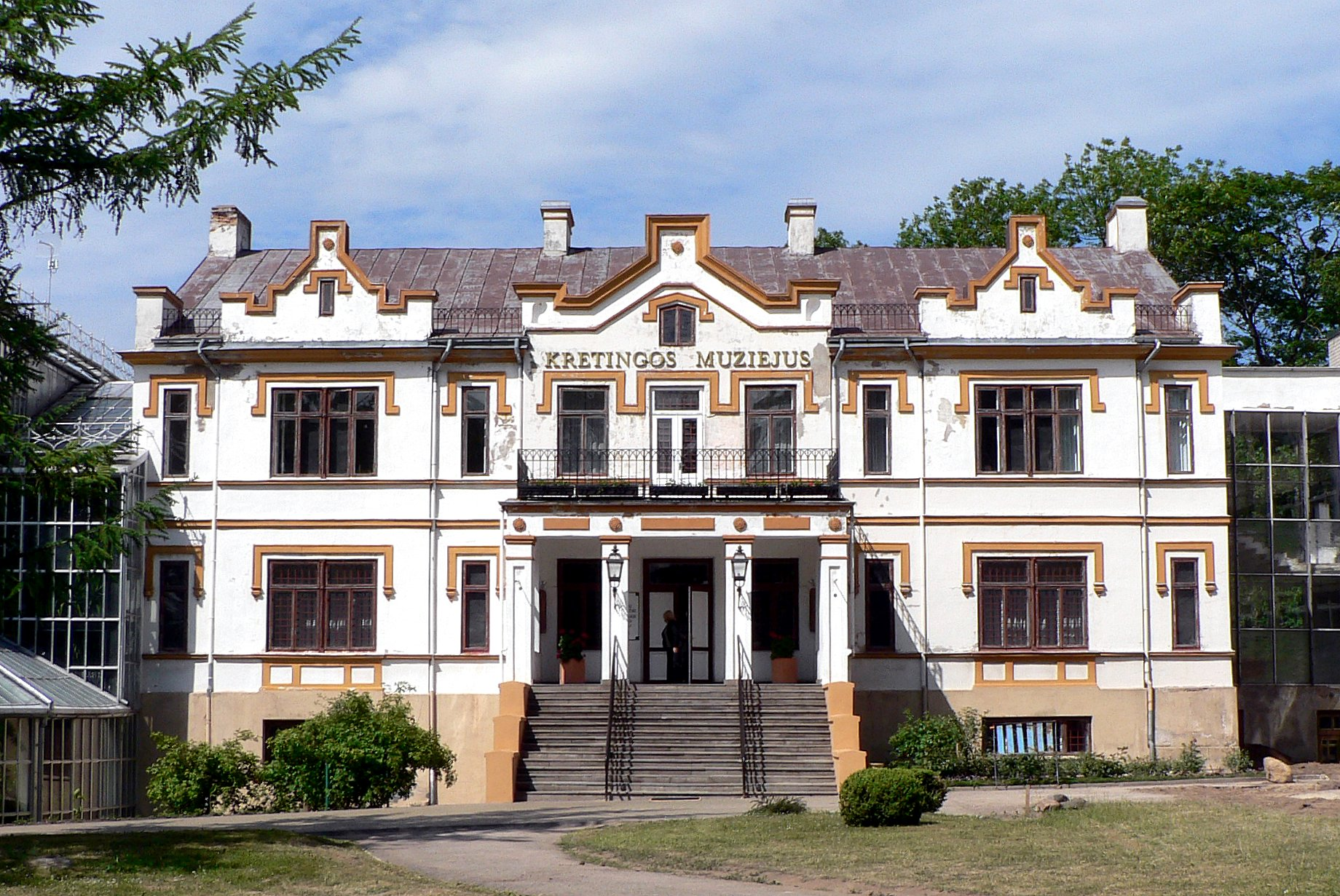
Palast der Tyszkiewicz in Kretinga